# Snårsparvar
Snårsparvar (Atlapetes) är ett stort släkte i familjen amerikanska sparvar inom ordningen tättingar. Släktet omfattar uppåt ett 30-tal arter som alla förekommer i Latinamerika:
- Rostkronad snårsparv (A. pileatus)
- Vitkronad snårsparv (A. albinucha)
- Gulbyxad snårsparv (A. tibialis) – tidigare i Pselliophorus
- Gulgrön snårsparv (A. luteoviridis) – tidigare i Pselliophorus
- Mustaschsnårsparv (A. albofrenatus)
- Tepuísnårsparv (A. personatus)
- Santamartasnårsparv (A. melanocephalus)
- Ockrahuvad snårsparv (A. semirufus)
- Gulhuvad snårsparv (A. flaviceps)
- Magdalenasnårsparv (A. fuscoolivaceus)
- Glasögonsnårsparv (A. leucopis)
- Vithuvad snårsparv (A. albiceps)
- Brunhuvad snårsparv (A. rufigenis)
- Chocósnårsparv (A. crassus)
- Trefärgad snårsparv (A. tricolor)
- Skiffersnårsparv (A. schistaceus)
- Junínsnårsparv (A. taczanowskii)
- Ljusnackad snårsparv (A. pallidinucha)
- Antioquiasnårsparv (A. blancae)
- Gulbröstad snårsparv (A. latinuchus)
- Perijásnårsparv (A. nigrifrons)
- Vitvingad snårsparv (A. leucopterus)
- Ljushuvad snårsparv (A. pallidiceps)
- Orangekronad snårsparv (A. seebohmi)
- Rostbukig snårsparv (A. nationi)
- Apurímacsnårsparv (A. forbesi)
- Svartmaskad snårsparv (A. melanopsis)
- Vilcabambasnårsparv (A. terborghi)
- Cuzcosnårsparv (A. canigenis)
- Svartstrupig snårsparv (A. melanolaemus)
- Boliviasnårsparv (A. rufinucha)
- Rosthuvad snårsparv (A. fulviceps)
- Gulstreckad snårsparv (A. citrinellus)